# إد جين
إدوارد «إد» ثيودور جين (بالإنجليزية: Ed Gein أو Edward Theodore Gein) - (27 أغسطس 1906- يوليو 1984) المعروف أيضًا باسم جزار بلينفيلد أو غول بلينفيلد، كان قاتلًا أمريكيًا مدانًا. جرائمه، التي ارتكبت حول مسقط رأسه في بلينفيلد، ويسكونسن، اكتسبت سمعة سيئة على نطاق واسع بعد أن اكتشفت السلطات أن جين قد استخرج جثث من المقابر المحلية وصمم تذكارات من عظامهم وجلدهم وكان يسلخ ضحياه ويصنع من جلد وجوههم أقنعة ، سلاحه الرئيسي هو المنشار الكهربائي
اعترف جين بقتل امرأتين: الأولى في عام 1954 والثانية في عام 1957. وتبين أن جين لم يكن صالحًا في البداية للمحاكمة وحُبس في منشأة للصحة العقلية. في عام 1968، حكم على جين بأنه مذنب لكنه مجنون قانونيا، وتم حبسه في مؤسسة للصحة النفسية. توفي بسبب سرطان الكبد وفشل في الجهاز التنفسي، في 26 يوليو 1984، عن عمر يناهز 77 عامًا. ودفن بجوار عائلته في مقبرة بلينفيلد، في قبر غير مميز الآن.
كان جين مصدر إلهام لعدد من الأفلام السينمائية مثل (Psycho (1960، وصمت الحملان (1991)، ومجزرة منشار تكساس (عدة أجزاء).

## النشأة

### الطفولة
ولد إد جين في مقاطعة لاكروس، ويسكونسن، في 27 أغسطس 1906، كان الثاني بين ولدين لجورج فيليب جين (1873–1940) وأوغستا فيلهيلمين جين (1878–1945). كان لجين شقيق كبير، هنري (1901-1944).
كانت أوغستا تكره زوجها، لأنه كان مدمنًا على الكحول لم يتمكن من الاحتفاظ بوظيفة. امتلك جورج محل بقالة لبضع سنوات، لكنه باعه، وغادرت العائلة المدينة للعيش في عزلة في مزرعة مساحتها 155 فدانًا (63 هكتارًا) في بلدة بلينفيلد في مقاطعة واوسارا، ويسكونسن، والتي أصبحت مكان الإقامة الدائم لعائلة جين.
استفادت أوغستا من عزلة المزرعة عن طريق إبعاد الغرباء الذين كان بإمكانهم التأثير على أبنائها. غادر إدوارد المزرعة فقط للذهاب إلى المدرسة. خارج المدرسة، قضى معظم وقته في القيام بالأعمال المنزلية في المزرعة. كانت أوغستا متدينة بشدة، ولوثرية المذهب.
كانت تعظ أولادها حول خطر الفاحشة الفطرية في العالم، وشر ادمان الخمر، واعتقادها بأن جميع النساء (باستثناء نفسها) هن من البغايا وأدوات يستخدمها الشيطان للإفساد في الأرض. كانت تخصص وقت ما بعد الظهر كل يوم لقراءة الإنجيل، وعادة ما تختار مقاطع تتعلق بالموت والقتل والعقاب الإلهي.
كان إد خجولًا، وتذكره زملاؤه والمعلمون على أنه لديه سلوكيات غريبة، مثل الضحك العشوائي على ما يبدو، كما لو كان يضحك على نكاته الشخصية. ومما زاد الطين بلة، عاقبته والدته كلما حاول تكوين صداقات. على الرغم من تطوره الاجتماعي الضعيف، إلا أنه حقق أداءً جيدًا في المدرسة، وخاصة في القراءة.

### الوفيات في العائلة
في 1 أبريل 1940، توفي والده بسبب فشل في القلب بسبب إدمانه للكحول. كان عمره 66 سنة. بدأ هنري وإد بمزاولة وظائف في جميع أنحاء المدينة للمساعدة في تغطية نفقات المعيشة. كان سكان المجتمع يعتبرون الأخوة موثوقين وصادقين بشكل عام. بينما كان كلاهما يعملان كعمال صيانة، غالبًا ما كان إد يعمل كجليس أطفال للجيران. لقد استمتع بهذه المهنة، ويبدو أنه يرتبط بالأطفال بسهولة أكبر من البالغين. بدأ شقيقه هنري بمواعدة أم مطلقة وحيدة لطفلين وخطط للانتقال معها؛ كان هنري قلقًا من تعلق شقيقه بأمه وغالبًا ما تحدث عنها حول إد، التي كانت ترد عليه بعنف عندما كان يتحدث عنه.
في 16 مايو 1944، كان هنري وإد يحرقان بعض الأشياء في مكان الإقامة. خرج الحريق عن السيطرة، وجذب انتباه إدارة الإطفاء المحلية. بحلول نهاية اليوم، وبعد أن تم إخماد الحريق وذهب رجال الإطفاء، أبلغ إد عن فقدان شقيقه. باستخدام الفوانيس والمصابيح الكاشفة، بحث فريق البحث عن هنري، وعُثر على جثته ملقاة على الأرض.
على ما يبدو، كان قد مات قبل وقت طويل، وظهر أن سبب الوفاة كان قصورًا في القلب لأنه لم يحترق أو يصاب بأي شكل آخر. ثم بدأ هارولد يشك في إد جين، لأن هنري كانت لديه ضربات على مستوى الرأس.
ورفضت الشرطة اعتبار أن هنري قد توفي مقتولًا، وأدرج محقق المقاطعة لاحقًا رسميًا الاختناق باعتباره سبب الوفاة. اعتمدت السلطات شهادة الوفاة، ولكن لم يتم إجراء تحقيق رسمي ولم يتم تشريح الجثة. اشتبه البعض في أن إد جين قتل شقيقه. اثناء التحقيق معه، أثار المحقق جو ويليموفسكي أسئلة حول وفاة هنري. كتب جورج أرندت، الذي درس قضية جين، أنه في وقت لاحق، كان من «المحتمل والمرجح» أن يكون موت هنري مشابه لحادثة هابيل وقابيل.
كان جين ووالدته وحيدين الآن. أصيبت أوغستا بسكتة دماغية وشلت على أثرها بعد وقت قصير من وفاة هنري، كرس إد نفسه لرعايتها. في وقت ما في عام 1945، روى جين في وقت لاحق، بأنه قام هو ووالدته بزيارة رجل يدعى سميث، الذين كان يسكن بالقرب منهم، لشراء القش. وفقًا لـ جين، شهدت والدته قيام سميث بضرب كلب. خرجت امرأة من منزل سميث إلى الخارج وصرخت عليه أن يتوقف لكن سميث ضرب الكلب حتى الموت.
كان والدة جين مستاءة للغاية من هذا المشهد. ومع ذلك، فإن ما أزعجها لا يبدو أنه الوحشية تجاه الكلب بل وجود المرأة. أخبرت أوغستا إد أن المرأة لم تكن متزوجة من سميث، لذلك لم يكن لديها عمل هناك. «كانت عاهرة لسميث»، اتصلت بها أوغستا لتوبخها بغضب. أصيبت بجلطة ثانية بعد فترة وجيزة، وتدهورت صحتها بسرعة. توفيت في 29 ديسمبر 1945، عن عمر يناهز 67 عامًا. على حد تعبير المؤلف هارولد شيختر، «فقد جين صديقه الوحيد وحبه الحقيقي. وكان وحيدًا تمامًا في هذا العالم.»  

## حياته العملية
احتفظ جين بالمزرعة وكسب المال من عدة وظائف. ترك الغرف التي تستخدمها والدته بما في ذلك الطابق العلوي، وقاعة الطابق السفلي، وغرفة المعيشة دون مساس؛ في حين أصبح باقي المنزل قذرًا بشكل متزايد، ظلت هذه الغرف في غاية النظافة. عاش جين بعد ذلك في غرفة صغيرة بجوار المطبخ. في هذا الوقت، أصبح مهتمًا بقراءة مجلات القصص المثيرة وقصص المغامرة، خاصة تلك التي تضم قصص أكلة لحوم البشر أو التي تتحدث عن الفظائع النازية.
كان جين مزارعًا بارعًا وحصل على إعانة زراعية من الحكومة الفيدرالية بدءًا من عام 1951. قام ببيع قطعة أرض مساحتها 80 فدانًا (32 هكتارًا) كان يمتلكها شقيقه هنري.

## جرائمه
في صباح يوم 16 نوفمبر 1957، اختفت برنيس وردن، صاحبة متجر أجهزة بلينفيلد. أفاد أحد الشهود بأن شاحنة تابعة للمتجر قد خرجت من مؤخرة المبنى حوالي الساعة 9:30 صباحًا. تم إغلاق المتجر طوال اليوم؛ يعتقد بعض سكان المنطقة أن هذا كان بسبب موسم صيد الغزلان. دخل نجل برنيس ونائب قائد شرطة المنطقة، المتجر حوالي الساعة 5:00 مساءً. وعثر على آلة التسجيل في المتجر مفتوحة وبعض بقع الدم على الأرض.
أخبر نجلها المحققين أن جين كان في المتجر في مساء اليوم السابق قبل اختفاء والدته، وذكر أنه سيعود في صباح اليوم التالي لشراء بعض الحاجيات الأخرى.
في مساء نفس اليوم، قبضت الشرطة على جين وتوجهوا لمزرعته لتفتيشها. اكتشفوا جسد وردن المقطع في إحدى الغرف، معلقة رأسًا على عقب من ساقيها مع حبال على معصميها. تم إطلاق النار عليها ببندقية من عيار 0.22، وتم تشويه الجثة بعد وفاتها.
بتفتيش المنزل، وجدت السلطات:
- عظام بشرية كاملة.
- سلة مهملات مصنوعة من جلد الإنسان.
- عدة كراسي مغطاة بجلد آدمي.
- جماجم على سريره.
- جماجم أنثوية، تم نشر بعضها بالمنشار.
- أوعية مصنوعة من جماجم بشرية.
- مشد مصنوع من جذع أنثوي من الكتفين إلى الخصر.
- ملابس مصنوعة من جلود بشرية.
- أقنعة مصنوعة من جلد رؤوس الإناث.
- وجه تم سلخه في كيس ورقي.
- جمجمة في صندوق.
- رأس برنيس وردن بالكامل في كيس.
- قلب برنيس ووردن «في كيس بلاستيكي أمام الموقد».
- أعضاء تناسلية أنثوية في صندوق حذاء.
- حزام مصنوع من الحلمات البشرية الأنثوية.
- أربع أنوف.
- غطاء مصباح مصنوع من جلد وجه بشري.
- أظافر أصابع.

تم تحريز وتصوير هذه الأدلة ثم تم تدميرها لاحقًا.
عند سؤاله، أخبر جين المحققين أنه بين عامي 1947 و1952، قام بما يصل إلى 40 زيارة ليلية لثلاثة مقابر محلية لاستخراج الجثث المدفونة مؤخرًا وكان تحت تأثير حالة «شبيهة بالدوار» بحسب قوله. في حوالي 30 من تلك الزيارات، قال إنه كان يستفيق من تلك الحالة ويذهل عندما يرى نفسه في المقبرة. في مناسبات أخرى، حفر قبور بعض النساء المدفونات حديثًا والتي اعتقد بأنهن يشبهن والدته وأخذ جثثهن إلى المنزل، حيث قام بسلخ جلودهن وقام بصنع أشياء منها.  
اعترف جين بنبش وسرقة الجثث من تسعة قبور من عدة مقابر محلية وقاد المحققين إلى مواقعها. شارك ألان ويليموفسكي من مختبر الجريمة الحكومي في فتح ثلاثة قبور تم تحديدها من قبل جين للتأكد من صحة ادعاءاته.
كان جين يسرق الجثث من القبور بعد وقت قصير من الجنازات قبل أن يتم تغطيتها بالتراب. تم حفر القبور التي حددها جين لأن السلطات كانت غير متأكدة مما إذا كان جين قادرًا على حفر قبر بمفرده خلال مساء واحد؛ تم العثور عليها كما وصفها جين: تم العثور على اثنين من القبور التي تم نبشها فارغة. بعد الانتقال والمعاينة، يبدو أنه تم تأكيد اعترافات جين.
نفى جين ممارسته الجنس مع الجثث التي استخرجها، موضحا السبب بأن «رائحتها سيئة للغاية». أثناء التحقيقات، اعترف جين أيضًا بقتل ماري هوجان، صاحبة حانة مفقودة منذ عام 1954، وعثر على رأسها في منزله، لكنه نسي تفاصيل الجريمة بحسب قوله.
أفاد شاب يبلغ من العمر 16 عامًا، كان والداه من أصدقاء جين، أن جين احتفظ برؤوس في منزله، والتي وصفها جين بأنها آثار من الفلبين، أرسلها ابن عمه اثناء فترة خدمته في خلال الحرب العالمية الثانية. بعد التحقق، تم تحديدها على أنها جلود لوجوه بشرية، مقشرة بعناية من الجثث وأستخدمها جين كأقنعة.
كما اعتبر جين مشتبهًا به في العديد من الحالات الأخرى التي لم يتم حلها في ولاية ويسكونسن.
أثناء الاستجواب، ورد أن رئيس الشرطة مقاطعة ووشارا اعتدى على جين بضرب رأسه ووجهه في جدار من الطوب. ونتيجة لذلك، اعتُبر اعتراف جين الأولي غير مقبول. توفي رئيس الشرطة لاحقا بسبب فشل في القلب في سن 43 عام 1968 قبل محاكمة جين.
قال العديد من الذين عرفوا آرت شلي، رئيس الشرطة مقاطعة ووشارا، إنه أصيب بصدمة بسبب جرائم جين المرعبة، وهذا، إلى جانب الخوف من الاضطرار للشهادة (خاصة حول الاعتداء على جين)، تسبب في وفاته. قال أحد أصدقائه: «لقد كان ضحية لـ جين بالتأكيد كما لو أنه ذبحه».

## المحاكمة
في 21 نوفمبر 1957، تم اتهام جين بجريمة قتل من الدرجة الأولى في محكمة مقاطعة ووشارا، حيث دفع بأنه غير مذنب بسبب الجنون. تم تشخيص جين بمرض انفصام الشخصية ووجد أنه غير مؤهل عقليًا، وبالتالي غير صالح للمحاكمة. تم إرساله إلى مستشفى الولاية المركزي للمجرمين المختلين عقليًا (الآن مؤسسة دودج الإصلاحية)، وهي منشأة أمنية مشددة في ولاية ويسكونسن، وتم نقله لاحقًا إلى مستشفى ميندوتا في ماديسون بولاية ويسكونسن.
في عام 1968، قرر الأطباء أن جين كان «قادرًا عقليًا على التشاور مع محامٍ والمشاركة في دفاعه». بدأت المحاكمة مرة أخرى في 7 نوفمبر 1968، واستمرت لمدة أسبوع. شهد طبيب نفسي أن جين أخبره أنه لا يعرف ما إذا كان قتل برنيس وردن مقصودًا أو عرضيًا.
أخبره جين أنه أثناء فحصه لبندقية في متجر وردن، انطلقت رصاصة من البندقية، مما أسفر عن مقتل وردن. شهد جين أنه بعد محاولته تعبئة رصاصة في البندقية للتجربة، انطلقت رصاصة. وقال إنه لم يوجه البندقية إلى وردن، ولا يتذكر أي شيء آخر حدث في ذلك الصباح.
بناء على طلب الدفاع، عقدت محاكمة جين بدون هيئة محلفين، برئاسة القاضي روبرت غولمار. أدان غولمار جين في 14 نوفمبر. عقدت جلسة محاكمة ثانية برئاسة غولمار، بعد شهادة الأطباء من النيابة والدفاع، حكم غولمار على جين بأنه «غير مذنب بسبب الجنون» وأمره بالالتزام مستشفى الولاية المركزي للمجرمين المختلين عقليًا. قضى جين بقية حياته في مستشفى للأمراض العقلية.

### مصير ممتلكات جين
تم تقييم منزل إد جين وممتلكاته التي كانت تقع على مساحة 195 فدانًا (79 هكتارًا) بمبلغ 4700 دولار (ما يعادل 42 ألف دولار بحسابات عام 2019). كان من المقرر بيع ممتلكاته في المزاد العلني في 30 مارس 1958، وسط شائعات بأن المنزل والأرض التي يقف عليها قد تصبح نقطة جذب سياحية. في وقت مبكر من صباح يوم 20 مارس / آذار، أضرم السكان المحليين النار في ممتلكات جين.
تم بيع سيارة جين من طراز 1949، التي استخدمها لسحب جثث ضحاياه، في مزاد علني مقابل 760 دولارًا (ما يعادل 6700 دولار بحسابات عام 2019).

## الوفاة
توفي جين في معهد ميندوتا للصحة العقلية بسبب سرطان الرئة الذي سبب له ضيقا شديدا في التنفس مما جعله يودع الحياة في26 يوليو 1984، عن عمر يناهز 77 عامًا. على مر السنين، قام الباحثون عن التذكارات بنبش قبره في مقبرة بلينفيلد، حتى تم سرقة شاهد القبر الخاصة بجين في عام 2000. ثم تم استردادها بعد عام في يونيو 2001، بالقرب من سياتل، وتم تخزينه في قسم شريف مقاطعة واشارا. القبر الخاص بجين غير معروف حتى الآن، ولكنه محصور بين بقعة؛ لأنه تم دفن جين بين أبيه وأمه وأخيه في المقبرة.
نتمنى أن تكونوا قد إستمتعتم بهذه القصة المرعبة ولكن لأسف ليست لأصحاب القلوب الضعيفة أو أقل من 14 عاما.
كان معكم راوي القصة:
حساب الراوي على فايسبوك:Walid St
حساب الراوي على أنستغرام:walid._.st._.19
وترقبوا المزيد على موقع يوكيبيديا.

## في الثقافة العامة
كان لقصة جين تأثير دائم على الثقافة الشعبية الأمريكية كما يتضح من ظهورها العديدة في الأفلام والموسيقى والأدب. ظهرت القصة لأول مرة على نطاق واسع في الرأي العام في النسخة الخيالية التي قدمها روبرت بلوخ في روايته المعلقة لعام 1959، Psycho. بالإضافة إلى فيلم ألفريد هيتشكوك لعام 1960 المستند على رواية بلوخ بنفس الاسم، تم تكييف قصة جين بشكل فضفاض في العديد من الأفلام، بما في ذلك «مختل» (1974)، في ضوء القمر (2000) (صدر في الولايات المتحدة وأستراليا باسم إد جين عام 2001)، إد جين: جزار بلينفيلد (2007)، وأفلام المخرج روب زومبي «بيت الألف جثة» والفيلم المكمل له «الشيطان الرافض».  كان جين مصدر إلهام للقتلة المتسلسلين الخياليين، وأبرزهم نورمان بيتس من فيلم (Psycho)، ليذر فيس من فيلم (مجزرة منشار تكساس)، بافلو بيل من فيلم (صمت الحملان)، وشخصية الدكتور أوليفر ثريدسون من المسلسل التلفزيوني «قصص الرعب الأمريكية: الملجأ».
حاول المخرج الأمريكي إيرول موريس والمخرج الألماني فيرنر هيرتسوغ التعاون في مشروع فيلم عن جين من 1975 إلى 1976. أجرى موريس مقابلة مع جين عدة مرات وانتهى به الأمر بقضاء عام تقريبًا في بلينفيلد لإجراء مقابلات مع عشرات السكان المحليين. خطط المخرجان سراً لاستخراج أم جين من قبرها لاختبار نظرية، لكنهما لم يتابعوا المخطط أبدًا وأنهوا مخططهم في النهاية.
شخصية باتريك بيتمان، من فيلم "المعتل النفسي الأمريكي" الذي صدر عام 2000، نسب اقتباس إد كيمبر لـ جين عن طريق الخطأ، قائلًا: "أتعلم ماذا قال إد جين عن النساء؟ ... قال:" عندما أرى فتاة جميلة تمشي في الشارع، أفكر في شيئين. جزء مني يريد الخروج معها في موعد، والتحدث معها، وأن أكون لطيفًا حقًا معها وأعاملها برقة ... اما الجزء الآخر مني يتساءل، كيف سيبدو رأسها وهو معلقًا على عصا."
في عام 2012، قام المخرج الألماني يورغ بوتغريت بكتابة وإخراج مسرحية بعنوان «أكلة لحوم البشر والحب» في مسرح دورتموند بألمانيا. قام أوي روبيك بتمثيل شخصية جين.
في ذلك الوقت، أنتجت التقارير الإخبارية عن جرائم جين نوعًا فرعيًا من «الكوميديا السوداء».

## روابط خارجية
- إد جين على موقع IMDb (الإنجليزية)
- إد جين على موقع الموسوعة البريطانية (الإنجليزية)
- إد جين على موقع إن إن دي بي (الإنجليزية)
- إد جين على موقع قاعدة بيانات الفيلم (الإنجليزية)